# Alfonso Letelier
Alfonso Letelier Llona (Santiago, 4 de octubre de 1912 - ibídem, 28 de agosto de 1994) fue un compositor de música clásica chileno, uno de los más importantes del siglo XX en su país.

## Formación
Realizó sus estudios de piano con Raúl Hügel y de armonía y composición con Pedro Humberto Allende, titulándose luego de compositor en el Conservatorio Nacional de Música. Simultáneamente estudió Agronomía en la Universidad Católica de Chile, graduándose en 1934. Su vida en el contexto campestre fue una permanente fuente de inspiración para su música. Más adelante se formaría con Conrado del Campo en Madrid, uno de los compositores y docentes más importantes de la historia de España.

## Obras y estilo
Se enfocó principalmente en desarrollar la creación de música religiosa y coral, influenciándose del canto gregoriano y el canto modal en general, dándole particular importancia a la poesía y el texto como vehículos para la transmisión del mensaje musical, aunque nunca abandonó los formatos grandes como la orquesta sinfónica, en "Vida del campo", para piano y orquesta (1937),, el "Divertimento", los "Sonetos de la Muerte", esta vez con soprano solista o su obra póstuma, la Sinfonía "El Hombre ante la Ciencia", en la cual echa mano de una enorme masa orquestal, entre otras grandes composiciones. Las agrupaciones medianas y de cámara también forman parte importante de su producción.  
Toda su abundante producción se mueve con versatilidad entre diversos estilos tanto tradicionales como modernos; el impresionista de gran riqueza tímbrica y orquestación colorida, como en "Aculeu" (1955); el estilo neoclásico, menos común y más cercano a la tradición clásico-romántica, como en "Divertimento" (1955); y el estilo contemporáneo, que incluye algunos procedimientos tales como el dodecafónico, como en "Preludios vegetales" (1967-1968), con ciertas libertades técnicas; y también las técnicas seriales como en "La alfombra de la vida" (1968), entre muchas otras. 
Su música evolucionó del nacionalismo al romanticismo de corte wagneriano y al expresionismo. Compuso obras escénicas y sinfónicas, música de cámara y vocal y piezas para piano dentro de este estilo.
Sin embargo, pese a su diversidad estilística, Letelier fue esencialmente un compositor de estética expresionista, cercano siempre al dramatismo, la hondura, la angustia y la visión profunda y atormentada de la vida que emana desde la metafísica del hombre y de la misma profundidad de la naturaleza.

## Académico
Ocupó muchísimos cargos de importancia durante su vida académica en la Universidad de Chile, sólo comparables a los ejercidos por Domingo Santa Cruz.
Fue Presidente de la Asociación Nacional de Compositores (1950-1956), miembro de la directiva del Instituto de Investigación Musical (1951 y siguientes), tres veces Decano de Facultad de Ciencias y Artes Musicales de la Universidad de Chile (1952-1962), Director de la Revista Musical Chilena (1957) y vicerrector de la misma casa de estudios, en el período de Juan Gómez Millas (1953-1963).
Asimismo, colaboró en la creación de la Escuela Moderna de Música y Danza (1940), junto a René Amengual, Juan Orrego Salas y Elena Waiss. En 1966 fue admitido como miembro de la Academia de Bellas Artes y en diciembre de 1968 recibió el Premio Nacional de Arte de Chile mención música. También fue el encargado de trasladar todos los servicios musicales de la Universidad de Chile a su actual locación, en Compañía 1264 Santiago, en 1960.